# Cierva C.19

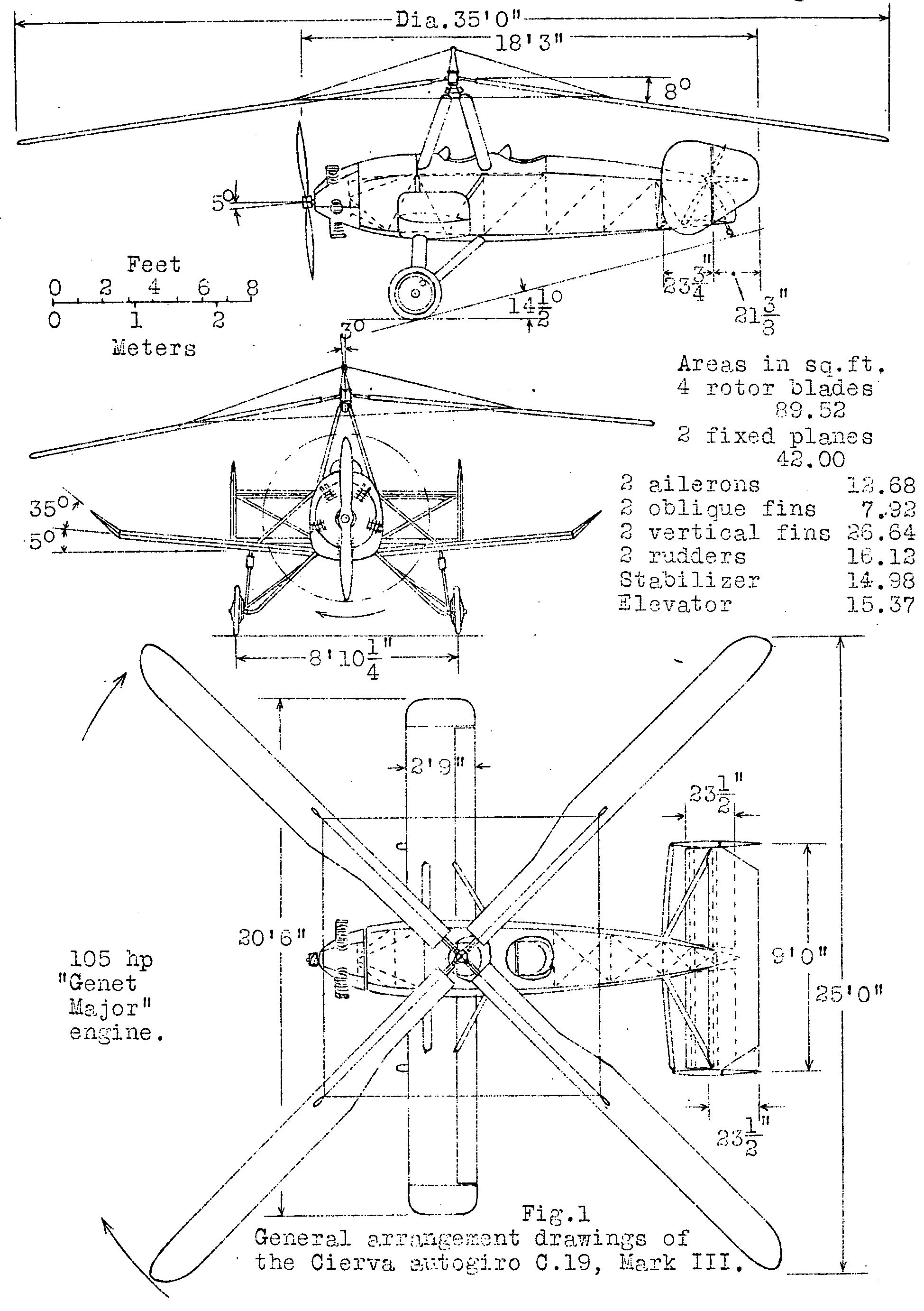
Cierva C.19 Mk.III-ritning från NACA Aircraft Circular No.120

Cierva C.19 är en modell av autogiro, som konstruerades av Cierva Autogiro Company i Storbritannien och tillverkades på licens av A V Roe & Co Ltd (Avro) i i Manchester i Storbritannien (Avro 620) i drygt 30 exemplar, samt av Lioré-et-Olivier (C.21) i Frankrike och Focke-Wulf (C.20) i Tyskland.
Cierva C.19 flögs första gången 1929. Den var en utveckling av Juan de la Ciervas tidigare autogiror, framförallt Cierva C.6. Autogiron hade plats för en passagerare, som satt framför piloten. Den var den dittills mest framgångsrika av Juan de la Ciervas konstruktioner och användes också militärt. 
Ett kvarvarande exemplar (en Avro-byggd C.19 Mk.IVP) finns på Museo del Aire i Cuatro Vientos i Madrid i Spanien (registreringsnummer EC-AIM).

## Cierva C.19 i Sverige
Ett första exemplar av autogiro i Sverige, SE-ADU, importerades till Sverige 1934 av bröderna Theodor och Henrik Wright Diedens nybildade AB Autogiro Agenturen, med bas på ett eget flygfält på Karlslunds herrgård utanför Örebro. Pilot på detta var Rolf von Bahr. Under åren 1939-1945 utförde von Bahr dagliga spaningsflygningar efter minor utefter kusten mellan Smygehuk och Hallands Väderö för Öresunds marindistrikt inom den svenska marinen. Autogiron SE-ADU havererade därvid 1940 efter motorstopp vid Falsterboleden. Den sjönk och bärgades, men skrotades.

## Bildgalleri

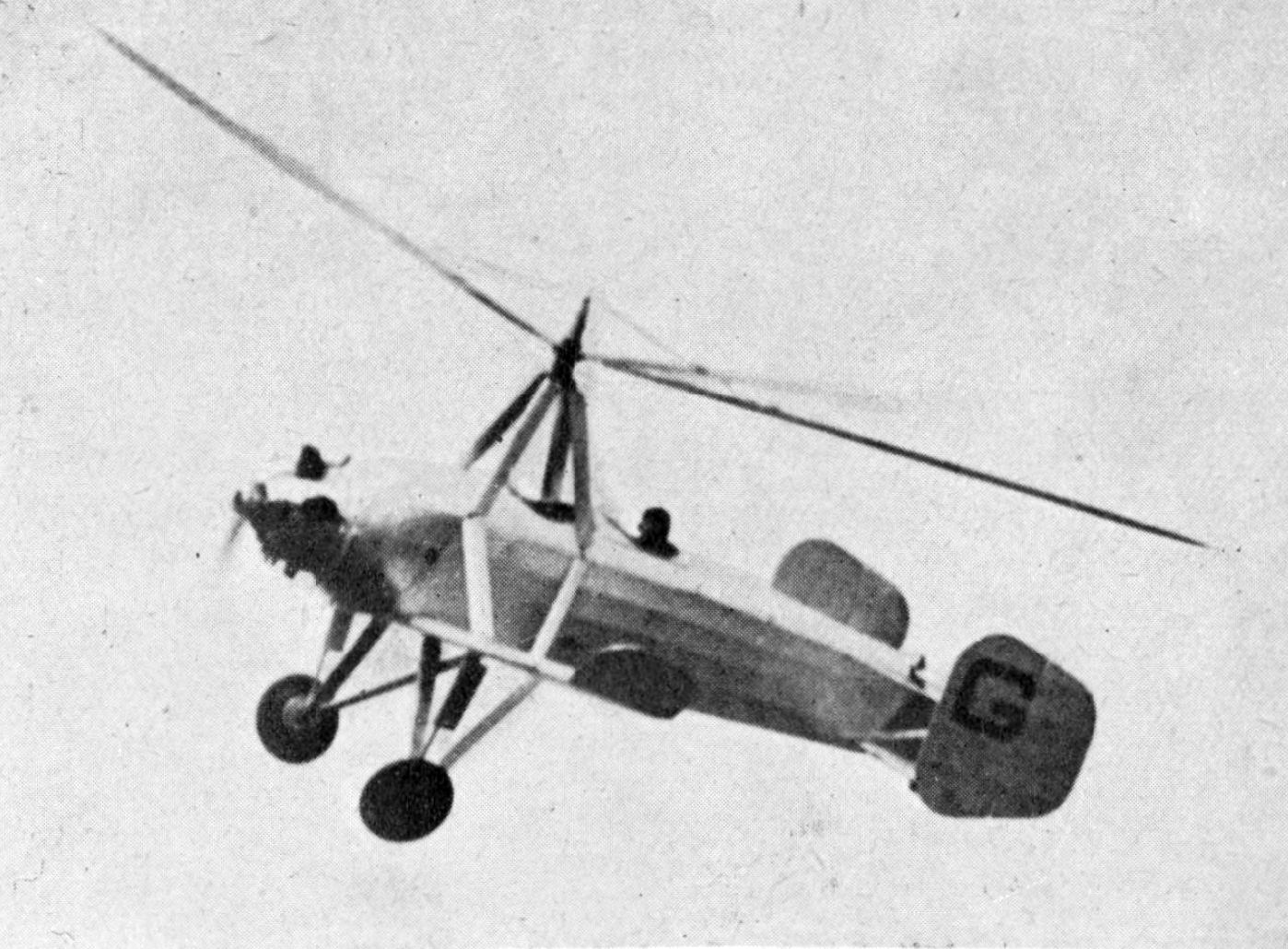
Oktober 1929
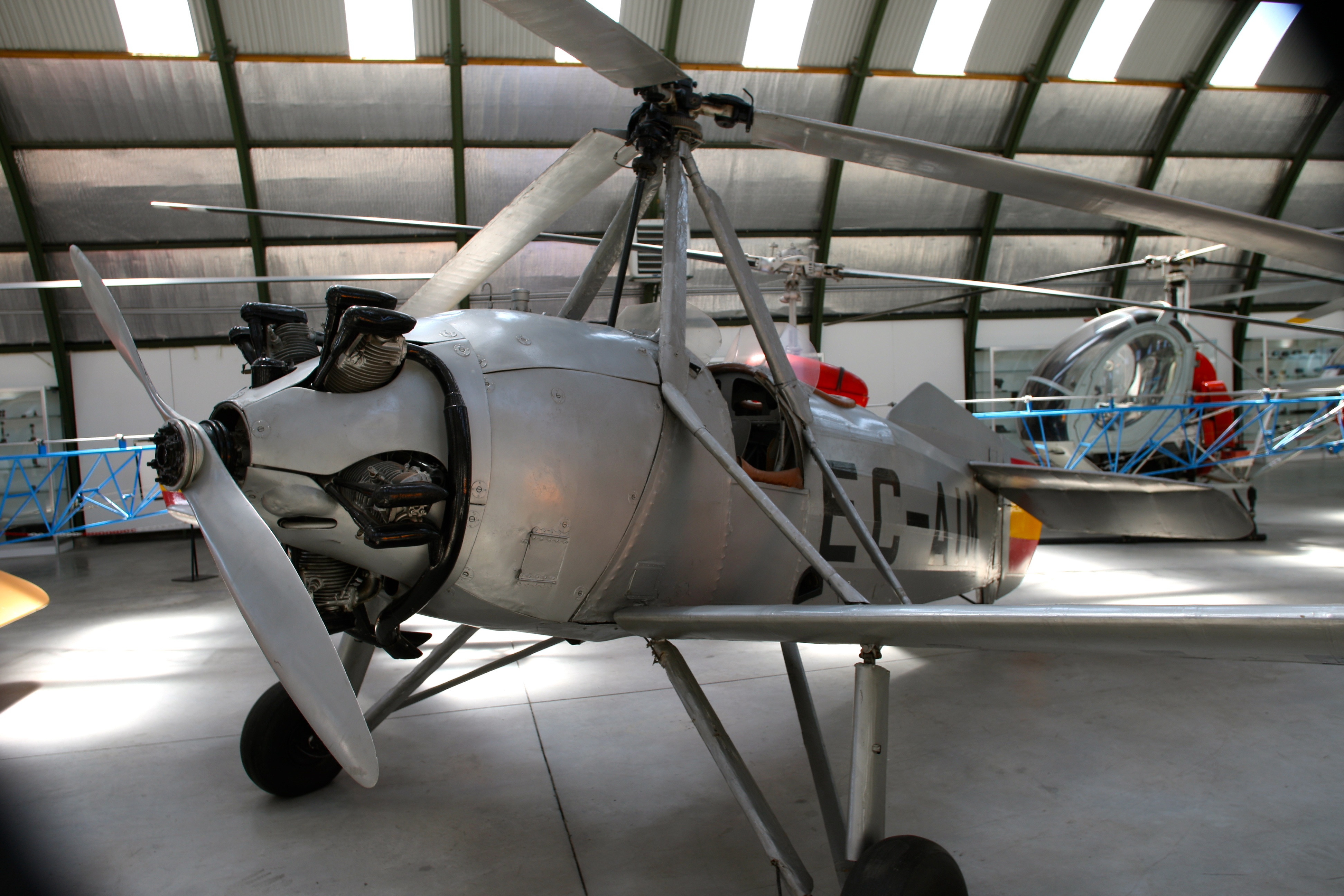
C.19 på Museo del Aire i Madrid
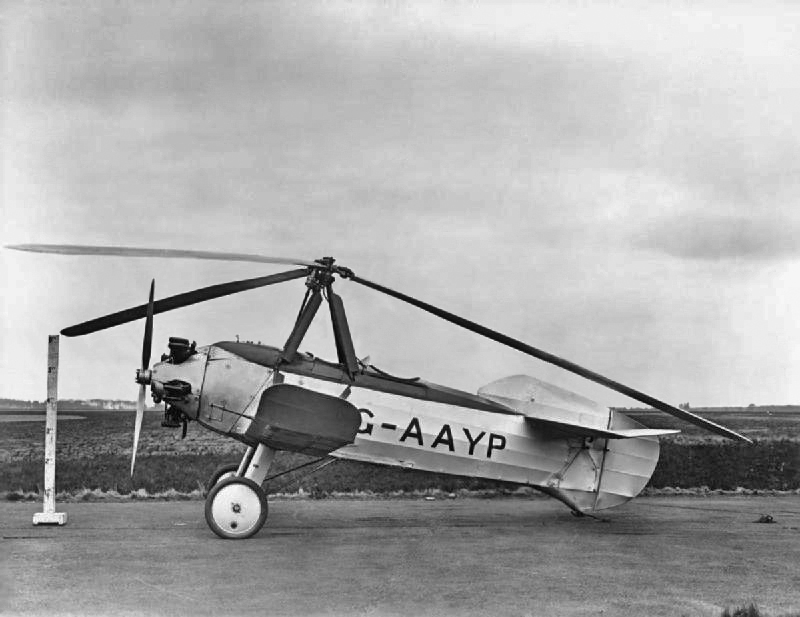
1931
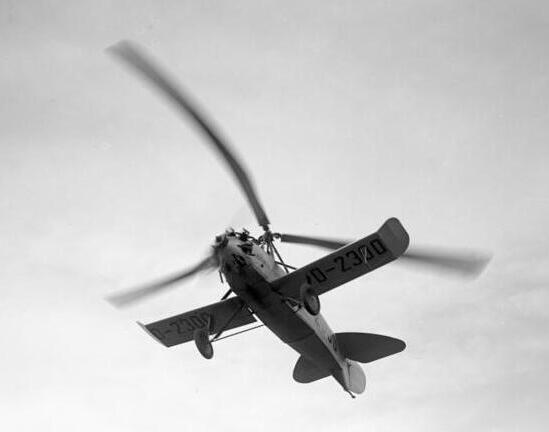
Cierva C.19 (Focke-Wulf C 19 "Heuschrecke")